# Tetramesa tananarivensis
Tetramesa tananarivensis är en stekelart som först beskrevs av Jean Risbec 1952.  Tetramesa tananarivensis ingår i släktet Tetramesa och familjen kragglanssteklar. Inga underarter finns listade i Catalogue of Life.